# 錫達羅克 (北卡羅萊納州)
錫達羅克（英語：Cedar Rock）是一個位於美國北卡羅萊納州考德威爾縣的村。

## 人口
根據2020年美國人口普查的數據，錫達羅克的面積為2.95平方千米，皆為陸地。當地共有人口301人，而人口密度為每平方千米102人。